# Prvenstvo Splitskog nogometnog podsaveza 1936.
Proljetno prvenstvo 1936.
Prvenstvo je počelo 16. veljače 1936. godine
Splitska zona
| Poredak | Klub          | Utakmica | Pobjeda | Neodlučeno | Poraza | Postigli golova | Primili golova | Gol-razlika | Bodova |
| ------- | ------------- | -------- | ------- | ---------- | ------ | --------------- | -------------- | ----------- | ------ |
| 1.      | Hajduk        | 10       | 10      | 0          | 0      | 54              | 5              | +49         | 20     |
| 2.      | Osvit Šibenik | 10       | 7       | 0          | 3      | 21              | 16             | +5          | 14     |
| 3.      | AŠK           | 10       | 5       | 0          | 5      | 20              | 25             | -5          | 10     |
| 4.      | Vuk Split     | 10       | 4       | 0          | 6      | 20              | 35             | -15         | 8      |
| 5.      | Solin         | 10       | 2       | 1          | 7      | 13              | 37             | -24         | 5      |
| 6.      | Split         | 10       | 1       | 1          | 8      | 9               | 24             | -15         | 3      |

Prvaci grupa u provinciji:
Dinara Knin, GOŠK Dubrovnik, Orkan Dugi Rat, Jadran Kaštel Sućurac
Finale provincije:
Dinara - Orkan 6:1 i 1:3
- Hajduk (Split) postao je prvak proljetnog prvenstva Splitskog nogometnog podsaveza.

- Iako je osvajanjem prvenstva podsaveza Hajduk stekao pravo nastupa u prvoligaškom natjecanju, splitski klub je (zajedno s Concordiom iz Zagreba) odlučio ne nastupati u prvenstvu. Nezadovoljni promjenom propozicija, solidarizirali su se s istaknutim zagrebačkim (Građanski, HAŠK) i beogradskim (Jugoslavija, BASK) ligašima, koji su ranije bili izborili ligaško natjecanje, ali ima je na sjednici JNS 15. prosinca 1935. g. oduzeto, promjenom propozicija.
- Obje utakmice Hajduka i Krajišnika (Banja Luka) koje su trebale biti odigrane 7. i 14. lipnja 1936. g, kao eliminacijske, registrirane su rezultatom 3:0 u korist Krajišnika.

Jesensko prvenstvo
Jesensko prvenstvo završilo je 27.12.1936.
Splitska zona
| Poredak | Klub          | Utakmica | Pobjeda | Neodlučeno | Poraza | Postigli golova | Primili golova | Gol-razlika | Bodova |
| ------- | ------------- | -------- | ------- | ---------- | ------ | --------------- | -------------- | ----------- | ------ |
| 1.      | Osvit Šibenik | 8        | 5       | 1          | 2      | 16              | 7              | +9          | 11     |
| 2.      | Vuk Split     | 8        | 4       | 2          | 2      | 12              | 9              | +3          | 10     |
| 3.      | AŠK Split     | 8        | 3       | 1          | 4      | 10              | 13             | -3          | 7      |
| 4.      | Solin         | 8        | 3       | 1          | 4      | 15              | 19             | -4          | 7      |
| 5.      | Split         | 8        | 2       | 1          | 5      | 9               | 15             | -6          | 5      |